# Gilbert Nicolas
Pour les articles homonymes, voir Nicolas.
Ne doit pas être confondu avec Nicolas Gilbert.
Gilbert Nicolas (né en 1949) est un historien français, spécialiste de l'histoire de l'enseignement au XIXe siècle.

## Biographie

### Carrière
Il devient professeur agrégé (PRAG), en 1985 à l'Université Rennes-II.
Il soutient sa thèse, L'École normale primaire de Rennes et la première génération de normaliens en Bretagne, 1831-1852, devant l'Université Paris IV-Sorbonne, en janvier 1992.
En 1993, il devient maître de conférences d'histoire contemporaine à l'Université de Rennes 2.
En 2002, il devient professeur des Universités.
En 2017 est publié l'ouvrage qu'il a dirigé, Images des Américains dans la Grande Guerre. De la Bretagne au front de l'Ouest, préfacé par Jean-Yves le Drian. Ce livre a obtenu le prix d'histoire de la Société académique de Nantes et de Loire-Atlantique, en 2019.
Gilbert Nicolas est président des Anciens élèves des écoles normales d'Ille-et-Vilaine, de 1984 à 2014. Administrateur du Centre franco-allemand de Rennes, à partir de 1987, il est le président, de mai 2003 à décembre 2019.

## Distinctions
- mai 2013 : croix d'Officier de l'Ordre du Mérite de la République fédérale d'Allemagne[6].

## Publications
- Nicolas (Gilbert), Instituteurs entre politique et religion : la première génération de normaliens en Bretagne au 19e siècle, Rennes, Ed. Apogée, 1993
- Nicolas (Gilbert), Moi, Julien Garnier, hussard de la République (1867-1945), Apogée, 1995.
- Nicolas (Gilbert), (dir.), La construction de l'identité régionale. Les exemples de la Saxe et de la Bretagne, XVIIIe – XXe siècles, Presses Universitaires de Rennes, 2001.
- Nicolas (Gilbert), «Les instituteurs sous le Second Empire. Pour une approche régionale des mémoires de 1861: l’exemple de l’académie de Rennes», Histoire de l'éducation, no 93, 2002, voir en ligne sur revue.org
- Nicolas (Gilbert), Le Grand Débat de l'école au XIXe siècle. Les instituteurs du Second Empire, Belin, 2004.
- Nicolas (Gilbert), Luc (Jean-Noël), Le Temps de l'école. De la maternelle au lycée, 1880-1960, éditions du Chêne, 2006[7],[8],[9].
- Nicolas (Gilbert), Le Cercle Paul Bert de Rennes, 1909-2009. École, laïcité et République, Editions Apogée, 2009.
- Nicolas (Gilbert), Quand les instituteurs répondaient au ministre. Mémoires des maîtres de l'enseignement primaire sous le Second Empire, Presses Universitaires de Rennes, 2012[10],[11].
- Nicolas (Gilbert), Brûlé (Daniel), (dir.), Grande Guerre et Légion d'honneur en Ille-et-Vilaine, Apogée, 2016.
- Nicolas (Gilbert), (dir. avec Éric Joret et Jean-Marie Kowalski), Images des Américains dans la Grande Guerre. De la Bretagne au front de l'Ouest, Presses Universitaires de Rennes, oct.2017.